# Tom Frantzen

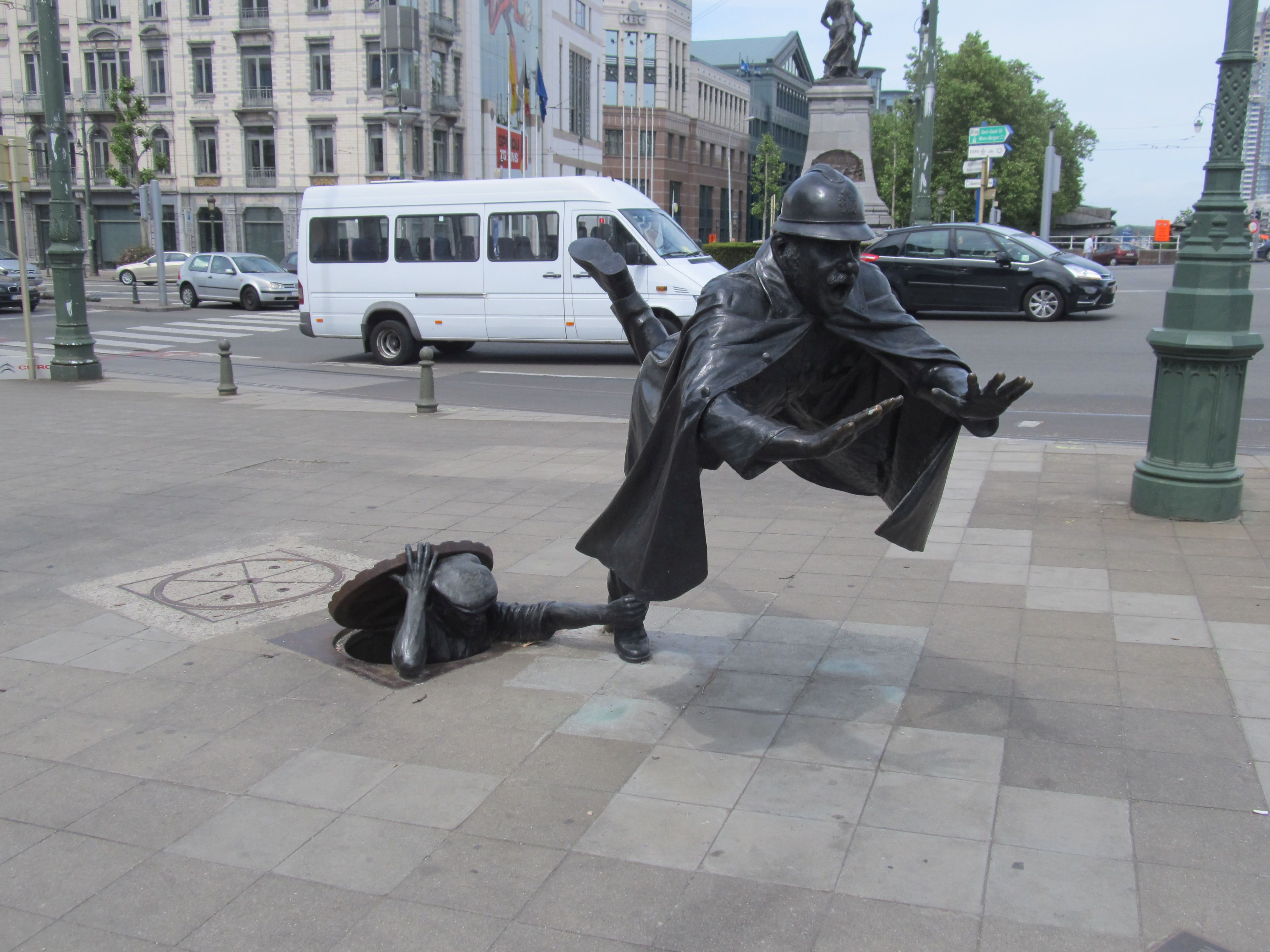
Vaartkapoen, în Piața Sainctelette din Molenbeek-Saint-Jean.

Tom Frantzen (n. 16 noiembrie 1954, Watermael-Boitsfort, regiunea Capitalei Bruxelles) este un sculptor belgian al cărui atelier este situat în Duisburg, în Regiunea Flamandă. El este cunoscut pentru numeroase statui amplasate în spații publice, cu precădere Het Zinneke la Bruxelles, Vaartkapoen la Molenbeek-Saint-Jean sau fântâna The Bandundu Water Jazz Band de la Tervuren.
Frantzen este considerat un exponent al curentului numit „Vlaamse Fantastiek” (în română Fantasticul flamand).

## Biografie
Frantzen și-a efectuat studiile primare în limba franceză, iar studiile științifice secundare în neerlandeză. După absolvirea acestora, Tom Frantzen a studiat la Școala Superioară Națională de Arte Vizuale. Ulterior, el a efectuat un stagiu cu un turnător-topitor italian, după care și-a creat propria turnătorie, pe care a utilizat-o până în anul 1990.
În adolescență a colaborat în presă cu schițe și desene, în special în publicațiile De Standaard și Pourquoi pas ?.

## Lucrări
Lucrările sale sunt caracterizate de zwanze, un umor tipic regiunii Bruxelles, și sunt inspirate de decorul în care urmează să fie amplasate.
Pe proprietatea autorului de la Duisburg, în comuna Tervuren, există și o grădină în care sunt expuse sculpturile sale și care poate fi vizitată, denumită în franceză Les Sentiers du Waaienberg, iar în neerlandeză De paden van de Waaienberg (în română Cărările din Waaienberg), anterior Les sentiers du Chatmikaze / De paden van Chatmikaze.
|  | Denumirea operei                                                                                                 | An        | Localitate                    | Amplasament                                              |
|  | --- | --------- | ----------------------------- | -------------------------------------------------------- |
|  | L'Ange purificateur (De zuiveringsengel) (în română Îngerul purificator)                                         | 1984      | Gent, Belgia                  | Abația Augustinilor                                      |
|  | Vaartkapoen (în română Pungașul canalului)                                                                       | 1985      | Molenbeek-Saint-Jean, Belgia  | Piața Sainctelette                                       |
|  | Ernest Claes & De Witte                                                                                          | 1985      | Scherpenheuvel-Zichem, Belgia | În fața bisericii Sfântul Eustasie                       |
|  | Métaphore (în română Metafora)                                                                                   | 1990      | Hakone, Japonia               | Open Air Museum                                          |
|  | Running Culture (în română Cultul alergării)                                                                     | 1991–1992 | Hakone, Japonia               | Open Air Museum                                          |
|  | Ordre du louveteau (Orde van de welp) (în română Ordinul puiului)                                                | 1994      | Tervuren, Belgia              | Biserica Sfântul Evanghelist Ioan                        |
|  | The Congo I presume (în română Congo, presupun)                                                                  | 1997      | Tervuren, Belgia              | Parcul Tervueren                                         |
|  | Jan Cornelis Van Rijswijck                                                                                       | 1997–2006 | Anvers, Belgia                | Napoleonkaai, Portul Anvers                              |
|  | Het Zinneke (în română Corcitura)                                                                                | 1999      | Bruxelles, Belgia             | Rue des Chartreux / Kartuizersstraat                     |
|  | Madame Chapeau (în română Doamna Pălărie)                                                                        | 2000      | Bruxelles, Belgia             | Rue du Midi / Zuidstraat                                 |
|  | Wannes van Lichtert                                                                                              | 2000      | Kasterlee, Belgia             | Lichtaert                                                |
|  | Le Mariage (în română Nunta)                                                                                     | 2001      | Brugelette, Belgia            | Pairi Daiza                                              |
|  | Sous le même ciel (în română Sub același cer)                                                                    | 2004      | Woluwe-Saint-Pierre, Belgia   | Avenue Roger Vandendriessche / Roger Vandendriesschelaan |
|  | The Bandundu Water Jazz Band (în română Trupa de jaz acvatic din Bandundu)                                       | 2005      | Tervuren, Belgia              | Avenue de Tervueren / Tervurenlaan                       |
|  | De renaissance van de droom van Icarus (La Renaissance du rêve d'Icare) (în română Renașterea visului lui Icar)  | 2007      | Steenokkerzeel, Belgia        | La intersecția N227 și Van Frachenlaan                   |
|  | De eerste droom van Saint-Exupéry (Le premier rêve de Saint-Exupéry) (în română Primul vis al lui Saint-Exupéry) | 2007      | Steenokkerzeel, Belgia        | La intersecția N227 și Kortenbergsesteenweg              |
|  | Li Belle Hippo                                                                                                   | 2009      | Tournai, Belgia               | Muzeul de Arte Frumoase                                  |
|  | Les Acrobates (De acrobaten) (în română Acrobații)                                                               | 2012      | Anvers, Belgia                | Berchem                                                  |
|  | Le Musicien (De muzikant) (în română Muzicantul)                                                                 | 2012      | Tervuren, Belgia              | În piață                                                 |
|  | Le Saut (în română Saltul)                                                                                       | 2014      | Steenokkerzeel, Belgia        | Creșa De Sterretjes                                      |
|  | L'Atelier de peinture (în română Atelierul de pictură)                                                           | 2015      | Tervuren, Belgia              | Kerkstraat                                               |
|  | Pieter Bruegel                                                                                                   | 2015      | Bruxelles, Belgia             | Piața Chapelle                                           |
|  | Diable mangeant du riz au lait (în română Diavol mâncând orez cu lapte)                                          | 2015      | Bruxelles, Belgia             | Biserica Notre-Dame de la Chapelle                       |
|  | L'Âne et la fenêtre fermée (în română Măgarul și fereastra închisă)                                              | 2015      | Bruxelles, Belgia             | Biserica Notre-Dame de la Chapelle                       |
|  | L'Envol (statuia lui Jacques Brel) (în română Zborul)                                                            | 2017      | Bruxelles, Belgia             | Place de la Vieille Halle aux Blés / Oud korenhuis       |
|  | De Pezzesnaaër (în română Culegătorul de piersici)                                                               | 2018      | Overijse, Belgia              | Duisburgsteenweg                                         |
|  | Attendez-moi (în română Așteptați-mă)                                                                            | 2018      | Troyes, Franța                | Cheiul Senei                                             |
|  | Ribambelle joyeuse (în română Vesela Ribambelle)                                                                 | 2018      | Troyes, Franța                | Cheiul Senei                                             |
|  | Hergé | 2019      | Louvain-la-Neuve, Belgia      | Muzeul Hergé                                             |

## Premii
- 1976: Premiul I la competiția de benzi desenate a revistei Actualiteit
- 1981: Premiul Godecharle pentru sculpturi monumentale, Bruxelles, Belgia[24]
- 1985: Premiul I al VTB-VAB pentru statuia lui Ernest Claes, Zichem, Belgia
- 1989: Premiul publicului tânăr la concursul „Monumentaal Bornem”, Bornem, Belgia
- 1990: Premiul II al președintelui Nobutaka Shikanai la „Third Rodin Grand Prize” din Japonia[25]
- 1990: Premiul I la concursul de sculptură al orașului Oostende, Belgia
- 1991: Premiul publicului „Natuurbeeld 21”, Antwerpen, Belgia
- 1992: Premiul Manzu, Open Air Museum din Hakone, Japonia[25]
- 1999: Premiul I al Comisiei Municipale pentru Sculptură: statuia lui Jan Cornelis Van Rijswijck, Antwerpen, Belgia
- 2002: Premiul I la concursul de realizare a unei statui a lui Pieter Bruegel, Comisia Comunității Flamande din Bruxelles, Belgia
- 2017: Premiul I la concursul de realizare a unei statui a lui Jacques Brel, Bruxelles, Belgia
- 2018: Premiul I la concursul de omagiere a cultivării piersicilor: De Pezzesnaaër, Eizer, Overijse, Belgia
- 2018: Premiul I la concursul „Odă bucuriei și fericirii copilăriei”: La Ribambelle Joyeuse, Troyes, Franța
- 2019: Hergé (monument dezvelit în luna mai)[26][27]